# La canta delle marane
(Dal testo originale di Pasolini)
La canta delle marane è un documentario del 1961, diretto da Cecilia Mangini con testi originali di Pier Paolo Pasolini.

## Trama
Documentario sulle periferie cittadine, ispirato dal romanzo Ragazzi di vita. Storie di ragazzi della periferia romana degli anni '60, che si ritrovano per trascorrere i momenti torridi dell'estate nella marrana e passano momenti di gioia e di vacanza, amicizie e botte, tuffi e giochi, con fuga all'arrivo delle guardie (non si può fare il bagno nella marrana).

## Produzione
La marrana dove è girato, in 35 mm, l'intero cortometraggio si trova sotto ponte Mammolo, al di là del Grande Raccordo Anulare di Roma, a circa 300 metri dalla prima casa romana di Pasolini.
Va ricordato che la stessa regista collabora con Pasolini  ai documentari Ignoti alla città (1958) e Stendalì – Suonano ancora (1960).